# Eumbong-myeon
Eumbong-myeon (koreanska: 음봉면) är en socken i den centrala delen av Sydkorea, 80 km söder om huvudstaden Seoul.  Den ligger i kommunen Asan i provinsen Södra Chungcheong.